# Marisa Monte
Marisa de Azevedo Monte (Rio de Janeiro, 1 juli 1967) is een Braziliaans zangeres, dochter van ingenieur Carlos Saboia Monte en Sylvia Marques de Azevado Monte. Van vaderskant stamt ze af van de Saboia's, een van de oudste Italiaanse families in Brazilië. Marisa Monte zingt Música Popular Brasileira. Door de Braziliaanse versie van het tijdschrift Rolling Stone wordt zij beschouwd als de beste zangeres van het land. Hiermee volgt ze Elis Regina op.

## Biografie
Als kind leerde ze zingen, en de piano en het drumstel te bespelen. Ze groeide op met de muziek van de sambaschool Portela.
Op haar 19e vertrok ze naar Rome. Gedurende 10 maanden studeerde ze daar belcanto. Daarna gaf ze haar studie op en begon in bars en cafés Braziliaanse muziek te zingen, begeleid door vrienden. Een van deze optredens werd bijgewoond door Nelson Motta. Deze produceerde in 1987 haar eerste show in Rio de Janeiro. Met de show Veludo Azul trad ze op in Rio de Janeiro en São Paulo. Hiermee trok ze de aandacht van platenmaatschappijen.
Haar eerste succes was Bem que Se Quis. Dit is een bewerking door Nelson Motta van E Po' Che Fa van de Italiaanse componist Pino Daniele. Het nummer kwam voor in de soundtrack van de Braziliaanse telenovela O Salvador da Pátria uit 1989. Vanaf dan begon ze ook muziek op te nemen die ze zelf componeerde. Hierin nam ze ook elementen van de sambamuziek uit haar jeugd op.
Er ontstond beroering over de cover van haar dubbel-cd Barulhinho Bom. Deze was namelijk ontworpen door de erotische tekenaar Carlos Zéfiro. De cover werd gecensureerd in de Verenigde Staten.
Marisa Monte heeft haar eigen platenlabel Phonomotor opgericht. Zij begon ook als muziekproducent te werken, onder andere voor Carlinhos Brown. Samen met Carlinhos Brown en Arnaldo Antunes vormde ze in 2002–2003 het trio Tribalistas. Verder blijft ze optreden met de sambaschool Portela.
Tussen 2003 en 2006 heeft ze weinig opgetreden. Ze houdt zich enigszins afzijdig van de pers. Behalve voor de promotie van haar cd's geeft ze weinig interviews.

## Discografie

### Albums
| Album met eventuele hitnotering(en) in de Nederlandse Album Top 100 | Datum van verschijnen | Datum van binnenkomst | Hoogste positie | Aantal weken | Opmerkingen     |
| ------------------------------------------------------------------- | --------------------- | --------------------- | --------------- | ------------ | --------------- |
| Marisa Monte                                                        | 1989                  | -                     |                 |              |                 |
| Mais                                                                | 1991                  | -                     |                 |              |                 |
| Verde, Anil, Amarelo, Cor-de-Rosa e Carvão                          | 1994                  | -                     |                 |              |                 |
| Barulhinho Bom                                                      | 1996                  | -                     |                 |              |                 |
| Memórias, Crônicas, e Declarações de Amor                           | 2000                  | -                     |                 |              |                 |
| Tribalistas                                                         | 2002                  | -                     |                 |              | met Tribalistas |
| Infinito Particular                                                 | 2006                  | -                     |                 |              |                 |
| Universo ao Meu Redor                                               | 2006                  | -                     |                 |              |                 |

- Bibsys: 1675321644906
- Biblioteca Nacional de España: XX1454541
- Bibliothèque nationale de France: cb13981432r (data)
- Gemeinsame Normdatei: 13476708X
- International Standard Name Identifier: 0000 0000 5519 4106
- Library of Congress Control Number: n92015507
- MusicBrainz: f81f19b9-c76e-43ac-8656-bb56071785fb
- Nationale Bibliotheek van Tsjechië: xx0139625
- Nationale Bibliotheek van Israël: 987007436806805171
- Réseau des bibliothèques de Suisse occidentale: 02-A005861146
- Istituto Centrale per il Catalogo Unico: UBOV808418
- Système universitaire de documentation: 080852726
- Virtual International Authority File: 71586542
- WorldCat: E39PBJcr9vgqctRDTxxG9YYHG3